# Храм Рождества Христова на Рогожском кладбище
Храм Рождества Христова на Рогожском — старообрядческий православный храм в Москве на территории историко-архитектурного ансамбля «Рогожское». Относится к Московской епархии Русской православной старообрядческой церкви. Имеет статус объекта культурного наследия федерального значения.

## История
Зимний одноглавый храм во имя Рождества Христова, построен в 1804 году по проекту архитектора Ильи Жукова, сочетающему черты классицизма и неоготики.
Внутри собора было создано два самостоятельных придела во имя святых архангела Михаила и святителя Николы чудотворца. Храм был украшен росписями в древнем стиле. Здесь также находилась ценная коллекция древних икон. Во время нашествия наполеона в 1812 году храм ограбили французы, о чём и сегодня свидетельствуют иконы со следами сабельных ударов. 7 июля 1856 года правительство запечатало алтари Покровского и Рождественского соборов. Они были распечатаны лишь через 50 лет. До революции Храм Рождества Христова являлся традиционным местом проведения Освященных Соборов Православной Старообрядческой Церкви.
В 1929 году храм был отобран советской властью. Вскоре после этого были разрушены купол здания и ротонда.
В 1995 году храм был возвращен Русской Православной Старообрядческой Церкви.
Храм был восстановлен в 2008 году. 2 декабря 2008 года состоялась торжественная церемония установки креста на куполе храма. Вместе с установленным крестом высота храма составила 47 метров.
24 декабря 2008 года храм полностью освобожден от строительных лесов. Внутри храма удалось восстановить только четыре фрагмента настенной росписи, на которых изображены святые евангелисты. Иконостас храма пока не восстановлен, иконы из него в основном сохранены и находятся в иконохранилище и с обратной стороны иконостаса Покровского собора.

## Галерея

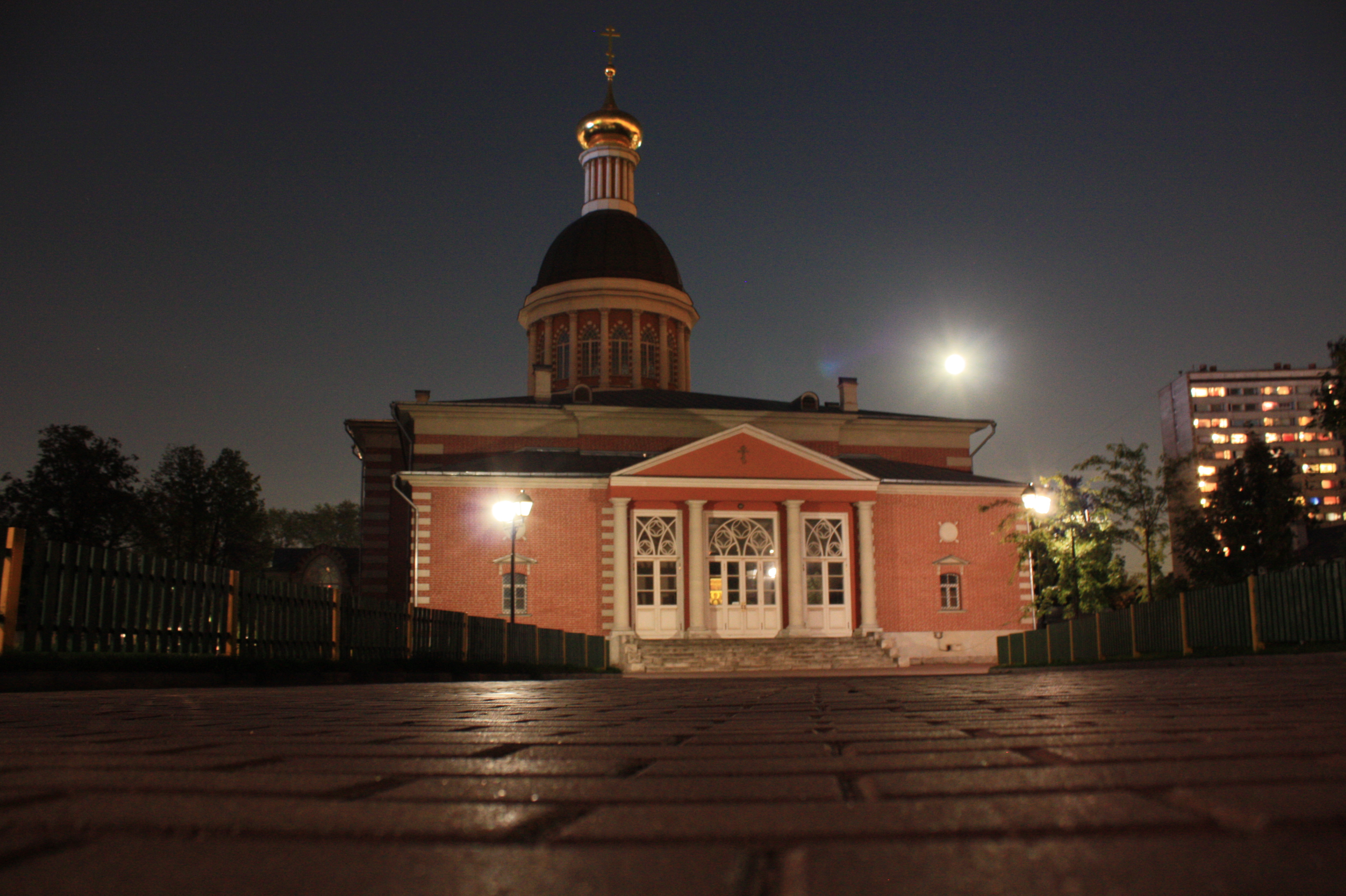
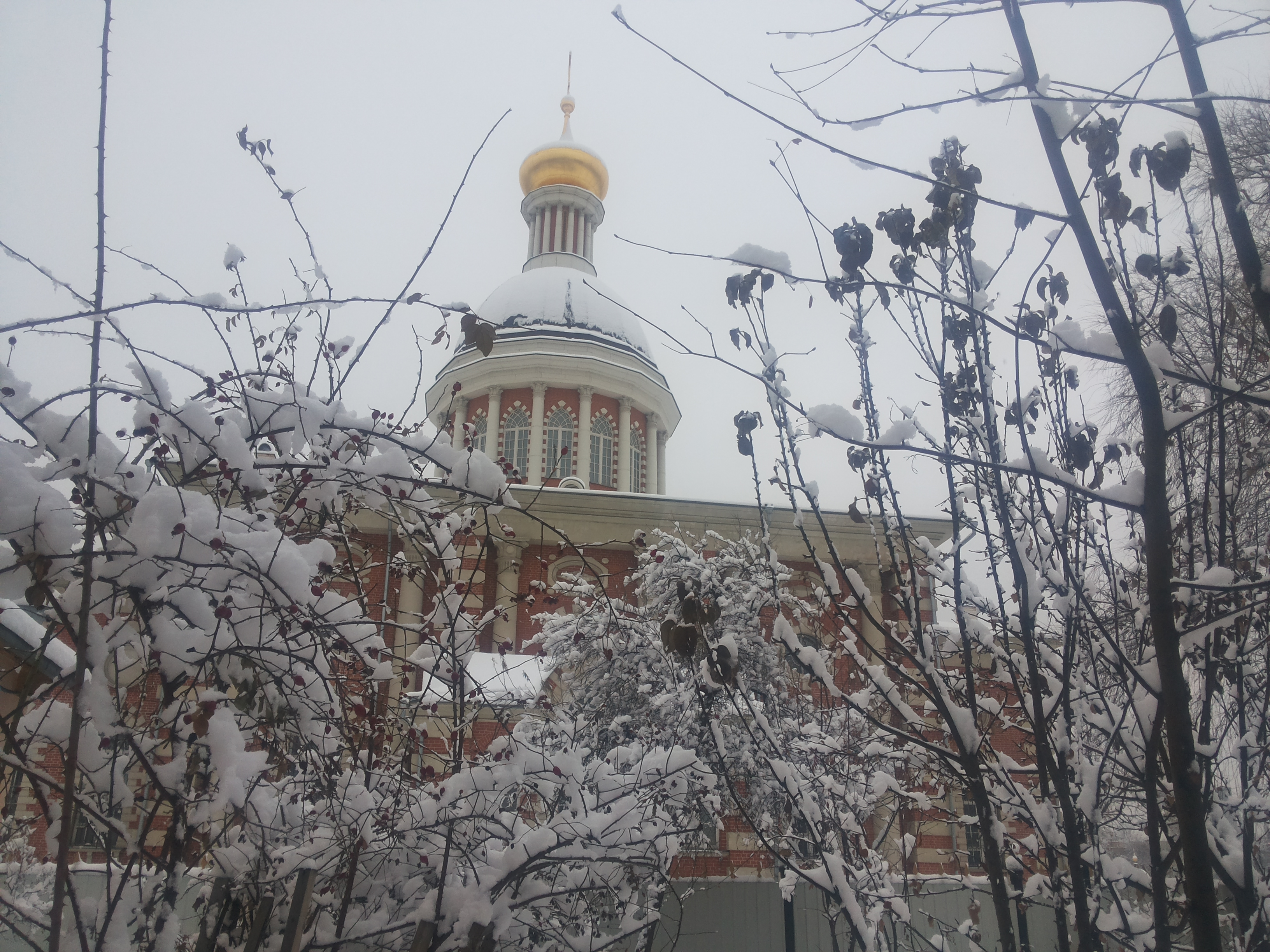
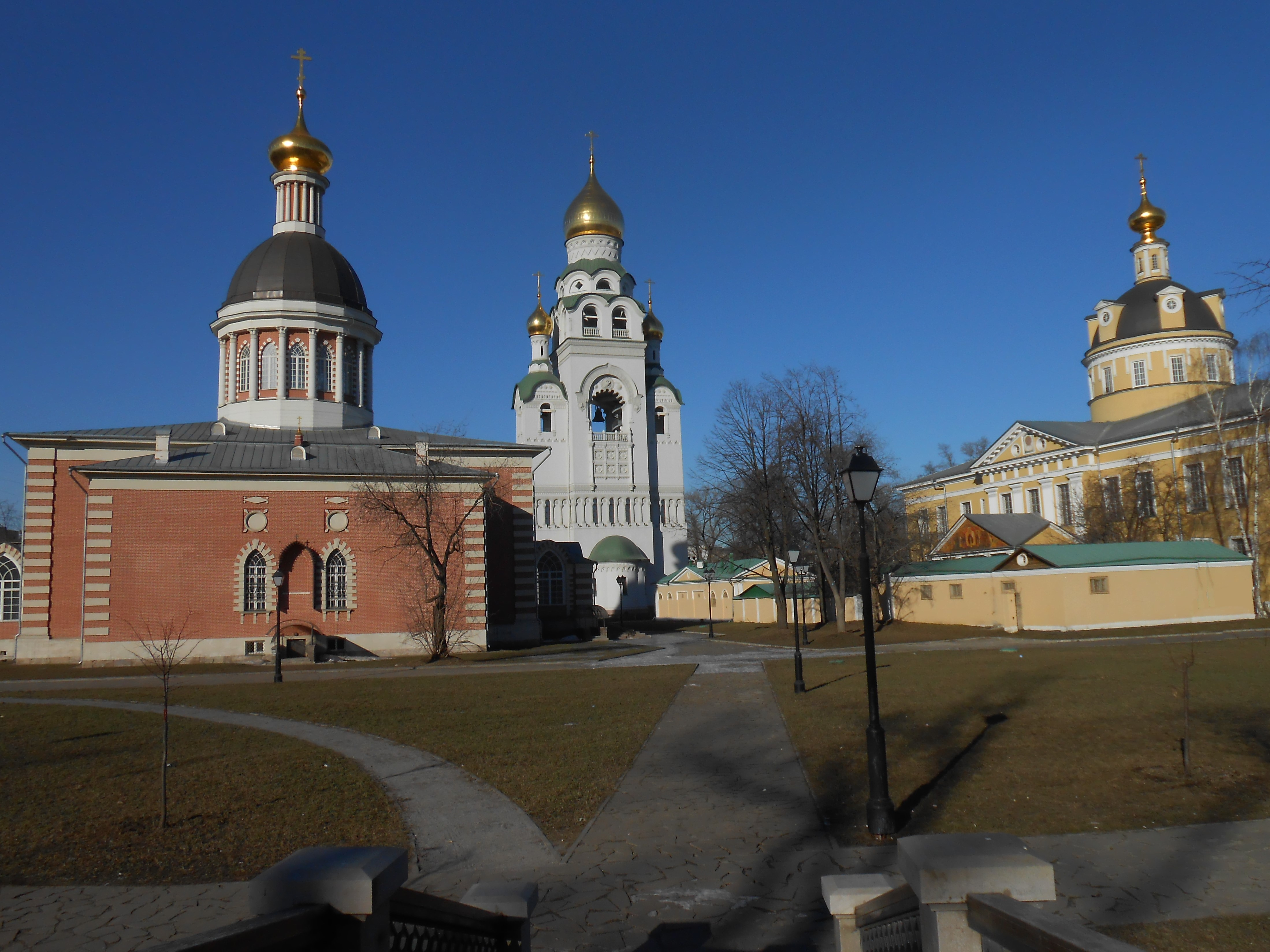
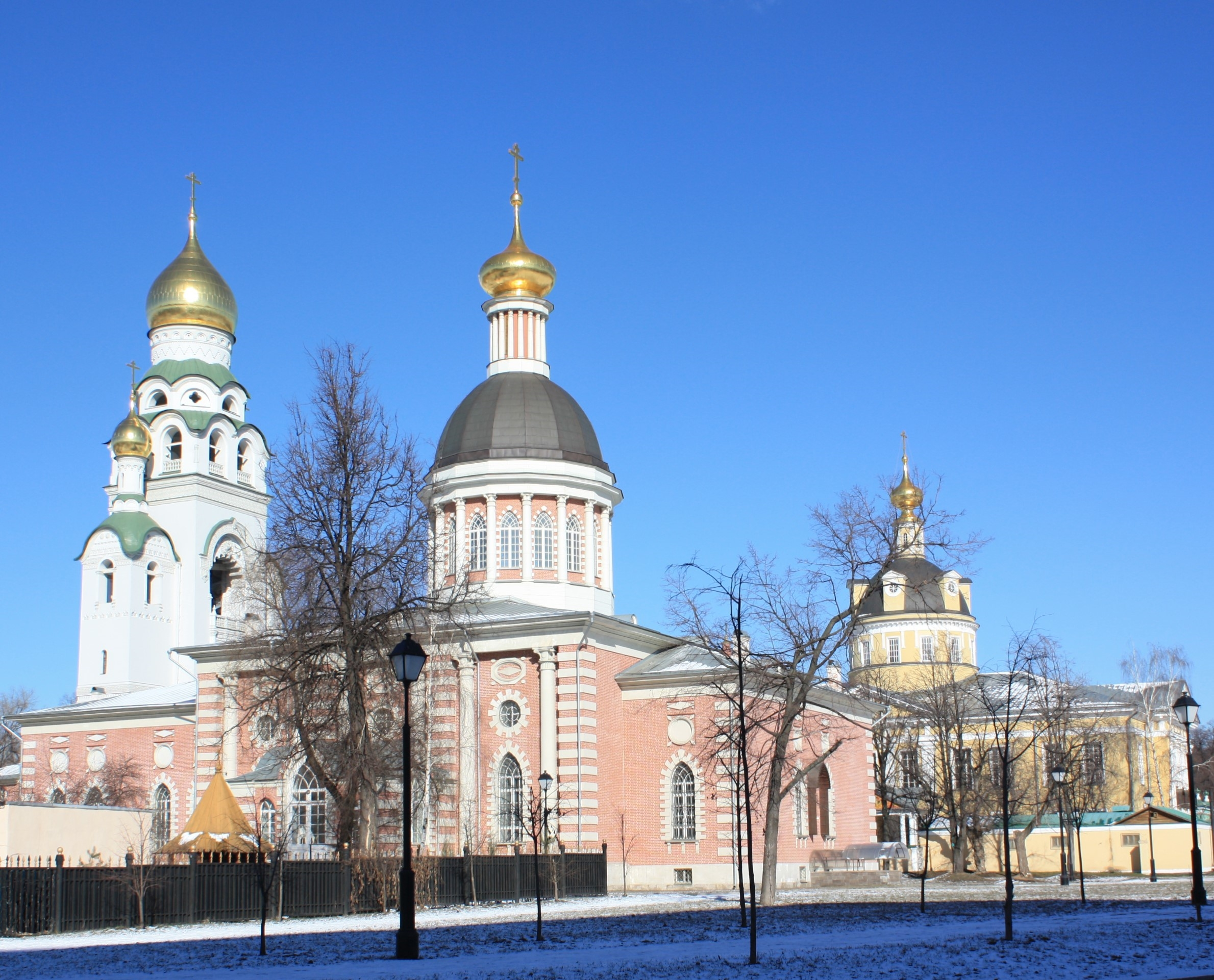